# Marina Ovsjannikovová
Marina Vladimirovna Ovsjannikovová (rusky Марина Владимировна Овсянникова, rodným jménem Marina Tkačuková – Марина Ткачук; * 19. června 1978 Oděsa) je ruská novinářka a televizní moderátorka, která několik let pracovala pro ruskou nejsledovanější televizní stanici První kanál.
Do 9. října 2022 měla být kvůli svým kritickým vystoupením vůči ruské invazi na Ukrajinu v domácím vězení. Z něj však 30. září 2022 uprchla a ve videovzkazu uvedla, že ve vězení by měl být spíš ruský prezident Vladimir Putin. 3. října 2023 byla moskevským soudem v nepřítomnosti odsouzena k trestu 8,5 let odnětí svobody.

## Životopis
Marina Tkačuková, později Ovsjanniková, se narodila v ukrajinské Oděse. Vyrůstala v čečenské metropoli Grozném, odkud její rodina po bombardování města v první rusko-čečenské válce odešla do jihoruského Krasnodaru, správního centra stejnojmenného kraje.
Vystudovala Kubáňskou státní univerzitu (Кубанский государственный университет) v Krasnodaru a Ruskou akademii národního hospodářství a státní správy (Российская академия народного хозяйства и государственной службы) v Moskvě. Během studií závodně plavala a věnovala se gymnastice.
S Krasnodarem jsou spojeny začátky její profesionální kariéry v médiích. Od konce 90. let 20. století zde působila v TV Kubáň a stala se jednou z populárních osobností tohoto televizního kanálu. V té době se provdala za pracovníka RT Igora Ovsjannikova a později se přestěhovala do Moskvy, kde začala pracovat pro nejsledovanější ruskou televizní stanici Pěrvyj kanal, která je hlavním nástrojem kremelské propagandy. Později jí byla svěřena pozice producentky hlavních večerních zpráv Prvního kanálu. Marina Ovsjanniková byla vždy známá svou zálibou v luxusu a v cestování do nejrůznějších destinací po celém světě, přičemž tyto své zájmy prezentovala veřejně na sociálních sítích. Marina Ovsjanniková je rozvedená, z manželství s Igorem Ovsjannikovem má dvě děti.

## Protest proti válce
Marina Ovsjanniková po celý svůj profesní život podporovala a propagovala oficiální kremelskou politiku.
Až dne 14. března 2022, kdy veřejně vystoupila proti ruské invazi na Ukrajinu, došlo v jejím postoji k zásadnímu obratu . Během večerního živého vysílání zpravodajského pořadu Vremja (Время) federální televizní stanice se postavila za moderátorku Jekatěrinu Andrejevovou. V rukou držela plakát, na němž bylo napsáno:
—  nápis na plakátu Mariny Ovsjannikovové 
Vysílání bylo přerušeno a Ovsjannikovová byla zadržena policií. Záznam nebyl k dispozici ke stažení, což je u tohoto televizního kanálu neobvyklé.
Před tím na internetu zveřejnila video, kde mimo jiné řekla: „Bohužel jsem řadu let pracovala na Prvním kanálu a pracovala na kremelské propagandě, za to se teď velmi stydím. Stydím se za to, že jsem nechávala lidi lhát z televizní obrazovky. Stydím se za to, že jsem nechávala z Rusů dělat zombie. Mlčeli jsme v roce 2014, kdy to teprve začínalo. Nevyšli jsme protestovat, když Kreml otrávil Navalného. Jen jsme mlčky přihlíželi tomuto protilidovému režimu. A teď se od nás odvrátil celý svět a dalších deset generací se nebude moci očistit od hanby této bratrovražedné války. To, co se děje na Ukrajině, je zločin a Rusko je agresor. Odpovědnost za tuto agresi leží na bedrech jediného člověka: Vladimira Putina. Jen my máme sílu zastavit celé toto šílenství. Jděte protestovat. Nebojte se ničeho. Nemohou nás všechny uvěznit.“ Při prohlášení měla Ovsjannikovová na krku náhrdelník v modrožluté barvě ukrajinské vlajky a uvedla, že její otec je Ukrajinec a matka Ruska. Za toto vystoupení jí hrozí trest odnětí svobody na 15 let.
Krátce po incidentu informace o této mimořádné události publikovala média v řadě zemí světa. Zahraniční kolegové v té souvislosti označili Marinu Ovsjannikovou jako „nejstatečnější ženu Ruska“. Podporu Marině Ovsjannikovové neprodleně vyjádřila Evropská federace novinářů (European Federation of Journalists, EFJ). Slovy generálního tajemníka EFJ Ricarda Gutiérreze „čin Ovsjannikovové připomíná novinářům, že jsou tu proto, aby sloužili pravdě a veřejnému zájmu, a nikoli zvláštním zájmům těch, kteří jsou u moci“.
Po zatčení byla Marina Ovsjanniková podrobena 14hodinovému výslechu bez přítomnosti právníků, kteří se ji marně snažili nalézt a kontaktovat. Po skončení výslechů ještě téhož dne, tj. v úterý 15. března proběhl soud, který novinářku odsoudil k pokutě 30 000 rublů. U Ostankinského obvodního soudu byl během řízení přítomen obhájce. Byl jím advokát Anton Gašinskij, který předtím obhajoval některé účastníky protestů v Minsku. Následně kvůli tomu v roce 2021 přišel v Bělorusku o advokátskou licenci, avšak podařilo se mu poté získat novou licenci v Rusku.
Odsouzena byla za porušení pravidel pro pořádání veřejných akcí. Závažnější obvinění za šíření dezinformací nepadlo. V rozhovoru s agenturou Reuters uvedla, že za svým činem stojí a obává se o svou bezpečnost. Vyzvala Rusy, aby se naučili sledovat i jiné zdroje informací, než je státní televize. V rozhovoru pro zpravodajský kanál France 24 vysvětlila, proč odmítla nabídku francouzského azylu: „Jsem vlastenka. Chci s rodinou žít ve své zemi. Mám tady taky všechny své přátele. Chci zůstat v Rusku“.
Někteří experti na ruské prostředí (Larrisa Dorošenková, Sergej Sumlenny) tvrdili, že na základě různých vyjádření Ovsjannikovové a vzhledem k mírným trestům mohl být protest inscenovaný a tvořit součást hybridní propagandy Kremlu.
Ovsjannikovová později dostala několik pokut za nepovolené demonstrace a „diskreditaci“ ruské armády. Je také trestně stíhána za „šíření lživých informací“ poté, co v září 2022 při protestu u Kremlu poukázala na smrt stovek dětí při ruské invazi.

### Útěk z domácího vězení a odsouzení
Do 9. října 2022 měla být v domácím vězení a očekávalo se, že soud ho ještě prodlouží. Počátkem října však zveřejnila video z neznámého místa, kde uvedla, že jelikož Rusko nedodržuje své vlastní zákony, k 30. září 2022 se z domácího vězení propouští. Ve vězení by podle ní měl být prezident Putin. „Je to on, kdo musí být izolován od společnosti, ne já. Měl by být souzen za genocidu ukrajinského lidu a za to, že masově ničí mužskou populaci Ruska,“ uvedla.
3. října 2023 byla Mariana Ovsjanniková moskevským soudem v nepřítomnosti odsouzena k 8,5 letům odnětí svobody.